# Bandsalamander
De bandsalamander (Ommatotriton vittatus) is een salamander uit de familie echte salamanders (Salamandridae). De soort werd voor het eerst wetenschappelijk beschreven door John Edward Gray in 1835. Oorspronkelijk werd de wetenschappelijke naam Triton vittatus gebruikt. De soort behoorde lange tijd tot het geslacht Triturus.

## Uiterlijke kenmerken
De bandsalamander bereikt een totale lichaamslengte van ongeveer maximaal 15 centimeter, de salamander staat bekend als een van de kleurrijkste Europese watersalamanders. De Nederlandstalige naam is te danken aan de lichte, zwart omzoomde streep op de flank die bij de mannetjes in de paartijd soms blauw wordt. Verder is het lichaam licht- tot donkerbruin met kleine, dicht bezaaide donkere vlekjes over het hele lijf. In de paartijd krijgen de mannetjes een zeer hoge, 'stekelachtige' kam op de rug en staart, die uiteraard erg week is en enkel onder water goed te zien is, ook hebben ze in deze tijd een felrode buik.
Sommige mannelijke exemplaren hebben werkelijk prachtige helderblauwe vlekken op de enorme staartkam waardoor ze eerder op een tropische vis lijken dan op een salamander en ook de poten van de mannetjes zijn voorzien van grote zwemvliezen.

## Algemeen
De bandsalamander komt voor in zuidoostelijk Turkije en Syrië tot Libanon en Israël. Vroeger had de soort enkele ondersoorten, maar deze worden tegenwoordig niet meer erkend.
De salamander is een waterminnende soort die niet alleen in de paartijd naar het water trekt om zich voort te planten, maar meestal jaagt en schuilt hij ook buiten de paartijd in het water. Alleen gedurende een korte periode van enkele weken houdt de salamander op het land een winterslaap onder bladeren en stenen. De habitat bestaat uit erg vochtige gebieden en liefst in de nabijheid van een sloot of ven met enigszins koel water en veel onderwatervegetatie. Het voedsel bestaat uit kleine ongewervelden, maar deze soort staat bekend als kannibalistisch, vooral vrouwtjes lusten graag een zelf gelegd eitje en ook de larven zijn niet veilig.